# Сајпан
Сајпан (енгл. Saipan) је острво у саставу америчке прекоморске територије Северна Маријанска острва, у Тихом океану, а уједно је и њено административно средиште. Седиште Владе је у селу Капитал Хил, али се цело острво сматра главним градом, будући да административно представља једну општину. Површина острва износи 180 km². Трагови насељености датирају из 2000. године п. н. е. Данас највећи део чине Чаморои који се служе језиком чаморо, али има и Филипинаца и других. Према попису из 2000. на острву је живело 62392 становника. На Сајпану се налази колеџ, неколико телевизијских станица, међународни аеродром.

## Историја
Сајпан је од 1565. до 1899. био под шпанском влашћу, а од 1899. до 1914. под влашћу Немачког царства. Након Првог светског рата Друштво народа је поверило мандат 1920. над архипелагом и Сајпаном Јапану.
За време Другог светског рата, од јуна до јула 1944. на Сајпану су се водиле тешка битка за Сајпан када су се Армија Сједињених Држава и Марински корпус искрцали на острво. У биткама за острво погинуло је 3500 америчких војника и око 30000 Јапанаца, укључиво и велик број цивила, који су извршили самоубиство бацивши се са клисуре Банзаи у море. Посљедњих година рата Саипан је претворен у значајну базу америчке војске.
Од 1953. до 1962. Сајпан је био под директном управом Ратне морнарице Сједињених Држава, а од 1962. до 1986. је формално територија под заштитом Уједињених нација у стварности дат на управу Сједињеним Америчким Државама.

## Галерија
- Поглед на природу Сајпана
- Градска болница
- Дивља љута паприка
- Међународни аеродром